# Haematopota bedfordi
Haematopota bedfordi är en tvåvingeart som beskrevs av H. Oldroyd 1952. Haematopota bedfordi ingår i släktet Haematopota och familjen bromsar. Inga underarter finns listade i Catalogue of Life.